# Behdad Salimi Kordasiabi
Behdad Salimi Kordasiabi (en persan بهداد سلیمی کردآسیابی), né le 8 décembre 1989 à Qaem Shahr, en Iran, est un haltérophile iranien. En 2011, lors des championnats du monde, il gagne la médaille d’or dans la catégorie des plus de 105 kg. Il a détenu le record du monde à l’arraché avec 216 kg en 2016 (égalant celui de 1987 établi par Antonio Krastev (en) dans l'ancienne catégorisation), record plusieurs fois pulvérisé depuis par le géorgien Lasha Talakhadze, ce dernier l'ayant porté à 220 kg dès 2017, avant de l'établir à 225 kg en 2021.